# Batalla del Gran Zab
La batalla del Gran Zab o Batalla del Zab va tenir lloc a la vora del riu Gran Zab en el que avui és Iraq el 25 de gener del 750. Va significar la fi del califat omeia i la pujada al tron dels abbàssides, una dinastia que duraria (amb diverses influències i un poder variable) fins al segle xiii.